# Turbicellepora pourtalesi
Turbicellepora pourtalesi är en mossdjursart som beskrevs av Winston 2005. Turbicellepora pourtalesi ingår i släktet Turbicellepora och familjen Celleporidae.
Artens utbredningsområde är Mexikanska golfen. Inga underarter finns listade i Catalogue of Life.